# Rothamsted Research

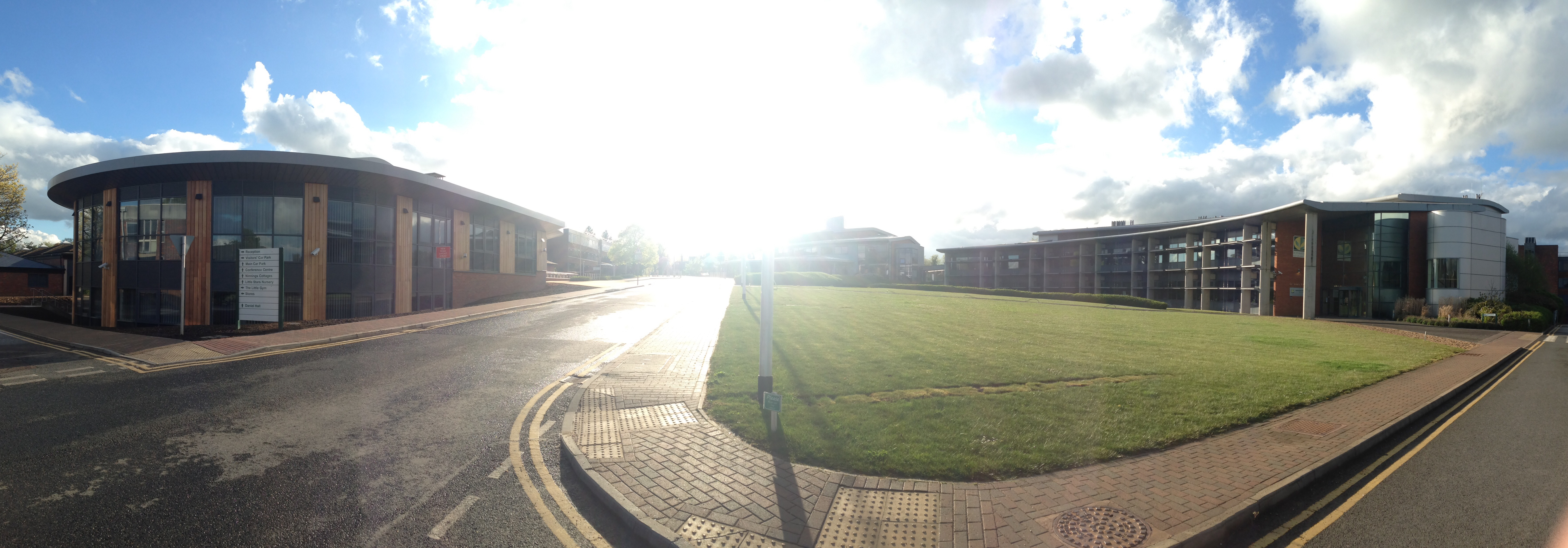
Rothamsted Research

Rothamsted Research (dawniej Stacja Eksperymentalna Rothamsted) – rolnicza stacja doświadczalna znajdująca się w miejscowości Harpenden (w hrabstwie Hertfordshire) w Anglii. Jest jedną z najstarszych tego typu instytucji badawczych na świecie. Założona została przez angielskiego chemika rolnego i agronoma Johna Benneta Lawesa w 1843 r. Do Lawesa szybko dołączył Joseph Henry Gilbert, chemik i agronom, który ze stacją związany był ponad 50 lat, prowadząc badania i współdecydując o rozwoju tej instytucji.
W stacji rolniczej Rothamsted pracowało wielu wybitnych uczonych, którzy wnieśli olbrzymi wkład w rozwój zarówno statystyki, jak i teorii eksperymentu. Byli wśród nich Ronald Fisher, Frank Yates, Joseph Oscar Irwin, John Wishart, William Gemmell Cochran i John Nelder.